# Nitsy Grau Crespo
Nitsy Grau Crespo es una directora de teatro y cine cubana, que radica en Ecuador. Es conocida por dirigir la película Medardo. Ha sido directora de telenovelas como El secreto de Toño Palomino, El exitoso Lcdo. Cardoso y La taxista, producidas por Ecuavisa.